# Hendrik V van Brunswijk
Hendrik V van Brunswijk bijgenaamd Hendrik de Oudere (circa 1173 - Brunswijk, 28 april 1227) was van 1195 tot 1213 paltsgraaf aan de Rijn. Hij behoorde tot het huis Welfen.

## Levensloop
Hendrik V was de oudste zoon van Hendrik de Leeuw, hertog van Saksen en hertog van Beieren, en Mathilde Plantagenet, dochter van koning Hendrik II van Engeland.
Nadat zijn vader in 1180 door keizer Frederik I Barbarossa werd afgezet, groeide Hendrik V op in Engeland. Toen de familie in 1189 terugkeerde naar Duitsland, verdedigde Hendrik V succesvol de residentie van de Welfen in Brunswijk tegen de troepen van keizer Frederik I Barbarossa. In 1190 werd er vervolgens vrede gesloten.
In het vredesverdrag werd afgesproken dat Hendrik V in 1191 deel moest nemen aan de militaire campagne van de Duitse troepen in het koninkrijk Sicilië. Hij deed dit en streed mee bij het beleg van Napels. Hendrik V deserteerde echter al snel en keerde via Marseille terug naar Duitsland. In Duitsland proclameerde Hendrik V valselijk de dood van keizer Hendrik VI om op deze manier het Heilig Roomse Rijk in handen te krijgen. Dit mislukte echter en Hendrik VI deed Hendrik V in de rijksban.
In 1193 huwde Hendrik V met Agnes van Hohenstaufen (1177-1204), dochter van Koenraad de Staufer, paltsgraaf aan de Rijn, en werd op deze manier erfgenaam van het paltsgraafschap aan de Rijn. Ze kregen volgende kinderen:
- Hendrik VI (1197-1214), paltsgraaf aan de Rijn.
- Irmengard (1200-1260), huwde met markgraaf Herman V van Baden-Baden.
- Agnes (1201-1267), huwde met hertog Otto II van Beieren, vanaf 1231 paltsgraaf aan de Rijn.

Na de dood van zijn eerste vrouw huwde Hendrik V in 1209 met Agnes van Landsberg, dochter van markgraaf Koenraad II van Lausitz. Dit huwelijk bleef echter kinderloos.
De eerste vrouw van Hendrik V was ook een nicht van keizer Hendrik VI en kort na het huwelijk verzoenden hij en keizer Hendrik VI zich. Als dichte bondgenoot van de keizer nam Hendrik V in 1194 deel aan de verovering van het koninkrijk Sicilië en ook nam hij deel aan de kruistocht van 1197. In 1195 volgde hij zijn schoonvader op als paltsgraaf aan de Rijn.
Na de plotse dood van keizer Hendrik VI in 1197, werd Otto IV, een broer van Hendrik V, een van de twee rivaliserende koningen van het Heilig Roomse Rijk. Aanvankelijk steunde Hendrik V zijn broer, maar in 1203 koos hij de zijde van Filips van Zwaben. 
Nadat Hendrik V en zijn broers Otto IV en Willem van Lüneburg het grondgebied van het huis Welfen hadden verdeeld, verwierf hij de macht over de Noord-Saksische gebieden rond de steden Stade en Altencelle. Ook bevestigde Filips van Zwaben hem in zijn functie van paltsgraaf aan de Rijn. Nadat Filips van Zwaben in 1208 werd vermoord, koos Hendrik V opnieuw de zijde van zijn broer Otto IV en trad in keizerlijke dienst. In keizerlijke dienst probeerde Hendrik V zonder succes om de territoriale claims van de prins-aartsbisschoppen van Keulen, Trier en Mainz te beëindigen.
Omdat hij langs moederkant verwant was met het koninklijk huis van Engeland, werd Hendrik V in 1203 na de dood van zijn neef Arthur I van Bretagne de officiële troonopvolger van zijn oom Jan zonder Land, die nog geen mannelijke nakomelingen had. Dit bleef hij tot in oktober 1207, toen Jan zonder Land een zoon kreeg, de latere koning Hendrik III van Engeland.
Toen zijn broer Willem in 1213 overleed, erfde Hendrik V belangrijke landerijen in Saksen. Hij besloot zich volledig met zijn Saksische landgoederen bezig te houden en trad ten voordele van zijn zoon Hendrik VI af als paltsgraaf aan de Rijn. Toen zijn zoon in 1214 stierf, werd zijn neef Otto het Kind, de zoon van Willem, zijn enige erfgenaam. In 1227 overleed hij, waarna Hendrik V begraven werd in de kathedraal van Brunswijk.

## Voorouders
| Voorouders van Hendrik V van Brunswijk (1173-1227) | Voorouders van Hendrik V van Brunswijk (1173-1227)                 | Voorouders van Hendrik V van Brunswijk (1173-1227)                 | Voorouders van Hendrik V van Brunswijk (1173-1227)                      | Voorouders van Hendrik V van Brunswijk (1173-1227)                      | Voorouders van Hendrik V van Brunswijk (1173-1227)                       | Voorouders van Hendrik V van Brunswijk (1173-1227)                       | Voorouders van Hendrik V van Brunswijk (1173-1227)                       | Voorouders van Hendrik V van Brunswijk (1173-1227)                       |
| -------------------------------------------------- | ------------------------------------------------------------------ | ------------------------------------------------------------------ | ----------------------------------------------------------------------- | ----------------------------------------------------------------------- | ------------------------------------------------------------------------ | ------------------------------------------------------------------------ | ------------------------------------------------------------------------ | ------------------------------------------------------------------------ |
| Overgrootouders                                    | Hendrik de Zwarte (1075-1126) ∞ Wulfhilde van Saksen (1072-1126)   | Hendrik de Zwarte (1075-1126) ∞ Wulfhilde van Saksen (1072-1126)   | Keizer Lotharius III (1075-1137) ∞ Richenza van Northeim (1087/89-1141) | Keizer Lotharius III (1075-1137) ∞ Richenza van Northeim (1087/89-1141) | Godfried V van Anjou (1113-1151) ∞ Mathilde van Engeland (1102-1167)     | Godfried V van Anjou (1113-1151) ∞ Mathilde van Engeland (1102-1167)     | Willem X van Aquitanië (1099-1137) ∞ Aenor van Chatellerault (-)         | Willem X van Aquitanië (1099-1137) ∞ Aenor van Chatellerault (-)         |
| Grootouders                                        | Hendrik de Trotse (1108-1139) ∞ Gertrude van Saksen (1115-1143)    | Hendrik de Trotse (1108-1139) ∞ Gertrude van Saksen (1115-1143)    | Hendrik de Trotse (1108-1139) ∞ Gertrude van Saksen (1115-1143)         | Hendrik de Trotse (1108-1139) ∞ Gertrude van Saksen (1115-1143)         | Hendrik II van Engeland (1133-1189) ∞ Eleonora van Aquitanië (1122-1204) | Hendrik II van Engeland (1133-1189) ∞ Eleonora van Aquitanië (1122-1204) | Hendrik II van Engeland (1133-1189) ∞ Eleonora van Aquitanië (1122-1204) | Hendrik II van Engeland (1133-1189) ∞ Eleonora van Aquitanië (1122-1204) |
| Ouders                                             | Hendrik de Leeuw (1129/30-1195) ∞ Mathilde Plantagenet (1156-1189) | Hendrik de Leeuw (1129/30-1195) ∞ Mathilde Plantagenet (1156-1189) | Hendrik de Leeuw (1129/30-1195) ∞ Mathilde Plantagenet (1156-1189)      | Hendrik de Leeuw (1129/30-1195) ∞ Mathilde Plantagenet (1156-1189)      | Hendrik de Leeuw (1129/30-1195) ∞ Mathilde Plantagenet (1156-1189)       | Hendrik de Leeuw (1129/30-1195) ∞ Mathilde Plantagenet (1156-1189)       | Hendrik de Leeuw (1129/30-1195) ∞ Mathilde Plantagenet (1156-1189)       | Hendrik de Leeuw (1129/30-1195) ∞ Mathilde Plantagenet (1156-1189)       |